# انتحاء ضوئي

التأود الضوئي

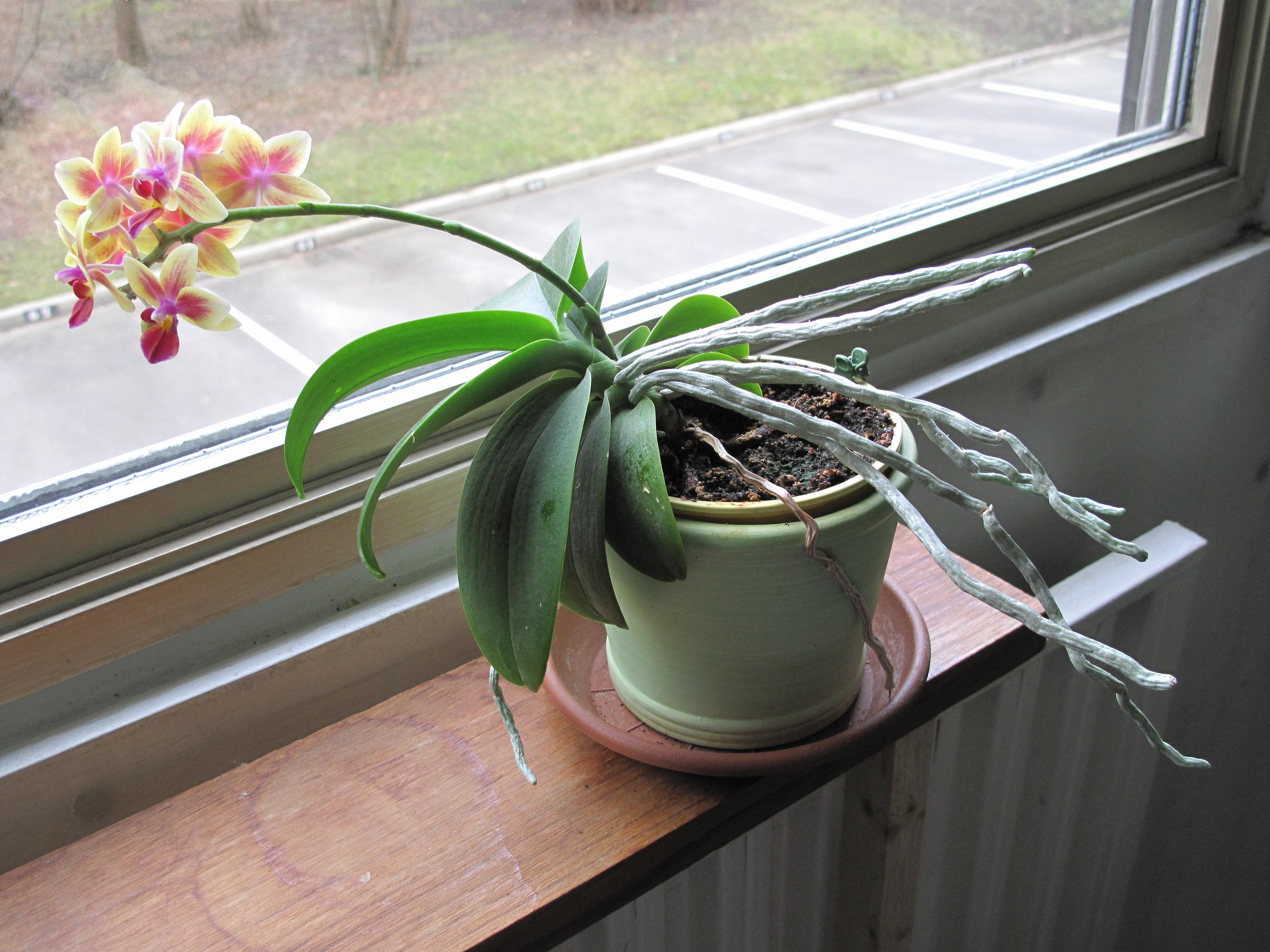
التأود الضوئي

الانتحاء الضوئي أو التَّأَوُّدُ الضَّوْئِيُّ أو الانتحاء هي حركة نباتية تنتج عن التعرض للإضاءة غير المتساوية على جانبي العضو النباتي، وعادة تنحني السوق باتجاه الضوء الأقوى بسبب وجود الاوكسينات كما أن الأوراق تتخذ وضعاً معيناً بالنسبة لمصدر الضوء وكثيرا ما تتخذ أوراق بعض النباتات مثل الخس أوضاعاً بحيث تواجه أنصالها الشرق والغرب حتى لا تواجه الشدة الكاملة لشمس الظهيرة سوى حواف الأوراق، فتعرف عندئذ تلك النباتات بنباتات البوصلة، تلك الحركات التي تضع الأوراق والسوق في مواضع معينة بالنسبة للضوء ترجع لاختلاف في معدلات النمو في الأجزاء المضاءة عن الأجزاء المظللة في السوق والأعضاء.
أشارت تلك التجارب إلى أن قمم الغلاف الورقي للشوفان تمد البادرة بالأكسين ونتيجة توزيعه غير المتساوى نتيجة تعرض الجزء المقابل للضوء والذي يؤثر سلباً على الأكسين حيث يؤدى إلى أكسدته ضوئياً فيقل تركيزه في الجزء المقابل للضوء مقارنة بالجزء المظلل أو البعيد عن الضوء. وهناك رأي آخر يرى أن للضوء تأثير على هجرة الأكسين من الجانب المعرض للضوء إلى الجانب المظلل ونظراً لارتفاع تركيزات الأكسينات في الجزء غير المقابل للضوء.

## آلية الانتحاء الضوئي
عرفت آلية حركات الانتحاء الضوئي من دراسة سلوك الغلاف الورقي لنبات الشوفان وذلك لحساسية وبساطة تركيبه، فقد عرف أن المنطقة التي تتأثر بالضوء إذا عرض من جانب واحد هي المنطقة التالية للقمة النامية لبادرات الشوفان بدليل عند إزالة القمة فإن الانحناء يكون قليلاً، ولكن عند وضع القمة أو قطعة من الجلاتين محتوية على الأوكسين سببت الانحناء بشدة فيحدث استطالة لتلك الخلايا بمعدل أعلى من الخلايا المقابلة للضوء والأقل تركيزاً للأكسين، مما يسبب انحنائها ناحية الضوء.
وعلى ما يبدو، ليس لزيادة تركيز الأكسين في الجانب المظلل سبباً في زيادة الاستطالة في الخلايا وبالتالي الانتحاء ولكن ينتج الانحناء نتيجة نقص استطالة الجانب المضيء لنقص الاكسين به وهو ما أثبتته القياسات الفوتوغرافية.
وجد أن ليست جميع الأطوال الموجية للطيف المرئي متساوية التأثير في إحداث الانتحاء الضوئي فالموجات الأقصر هي الأكبر تأثيراً، فيتأثر النبات بالأطوال الموجية الزرقاء والبنفسجية أكثر من غيرها ولا يتأثر بالموجات الطولية لألوان الطيف الأحمر والبرتقالي والأخضر وهناك صبغة ما في الأنسجة الحساسة تمتص هذه الموجات وهي غالباً صبغة البيتا كاروتين ومن الممكن أن تكون الصبغة المستقبلة للإحساس بالضوء إحدى صبغات الريبوفلافين الذي يقترب طيف امتصاصه من الطيف الخاص بالبيتا كاروتين.

## تأثير شدة الإضاءة
أثبتت التجارب أن هناك حدا من شدة الإضاءة لكي يستجيب النبات للانتحاء الضوئي فبمجرد تعرض النبات للقيمة الدنيا من شدة الإضاءة لبادرات الشوفان فأنها تنتحي ناحية مصدر الضوء وتكون درجة الانحناء متناسبة مع مقدار الإضاءة وذلك في حدود مجال ضيق من شدة الإضاءة، غير انه إذا زادت كمية الضوء على ذلك فإن هذه العلاقة تتغير، فتقل درجة الانحناء إلى أن يحدث انحناء سالب، وإذا زادت شدة الإضاءة أكثر تبدأ موجة أخرى من الانحناء.

## تجارب داروين
وضع العالم بادرات الشوفان في صندوق مظلم ثم عرضها لمصدر ضوئي ولاحظ أن النبات عند نموه في الظلام يبقى عموديا ويستطيل بسرعة ولكن عند وجود بصيص من الضوء فإنه ينحني إلى مصدره. وضع البادرات في صندوق مظلم مغلق وعمل ثقب في الصندوق ليسمح بدخول بصيص خفيف من الضوء، قام بتغطية القمم النامية بغطاء من ورق القصدير وعرض جميع الباقي للضوء. قام بقطع بعض القمم النامية وأبقى على بعضها الآخر ثم عرض النبات إلى الضوء. اكتشف داروين ان هناك عاملا مؤثرا في القمم النامية يوجه النبات نحو الضوء فإذا أزيلت القمم النامية فإن المؤثر يزول.